# Camanchaca

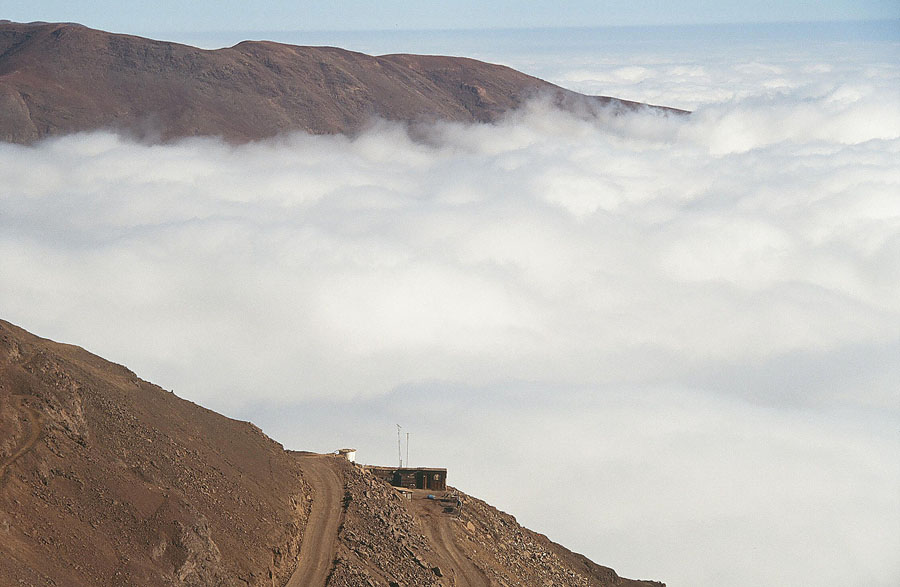
La camanchaca al desert d'Atacama

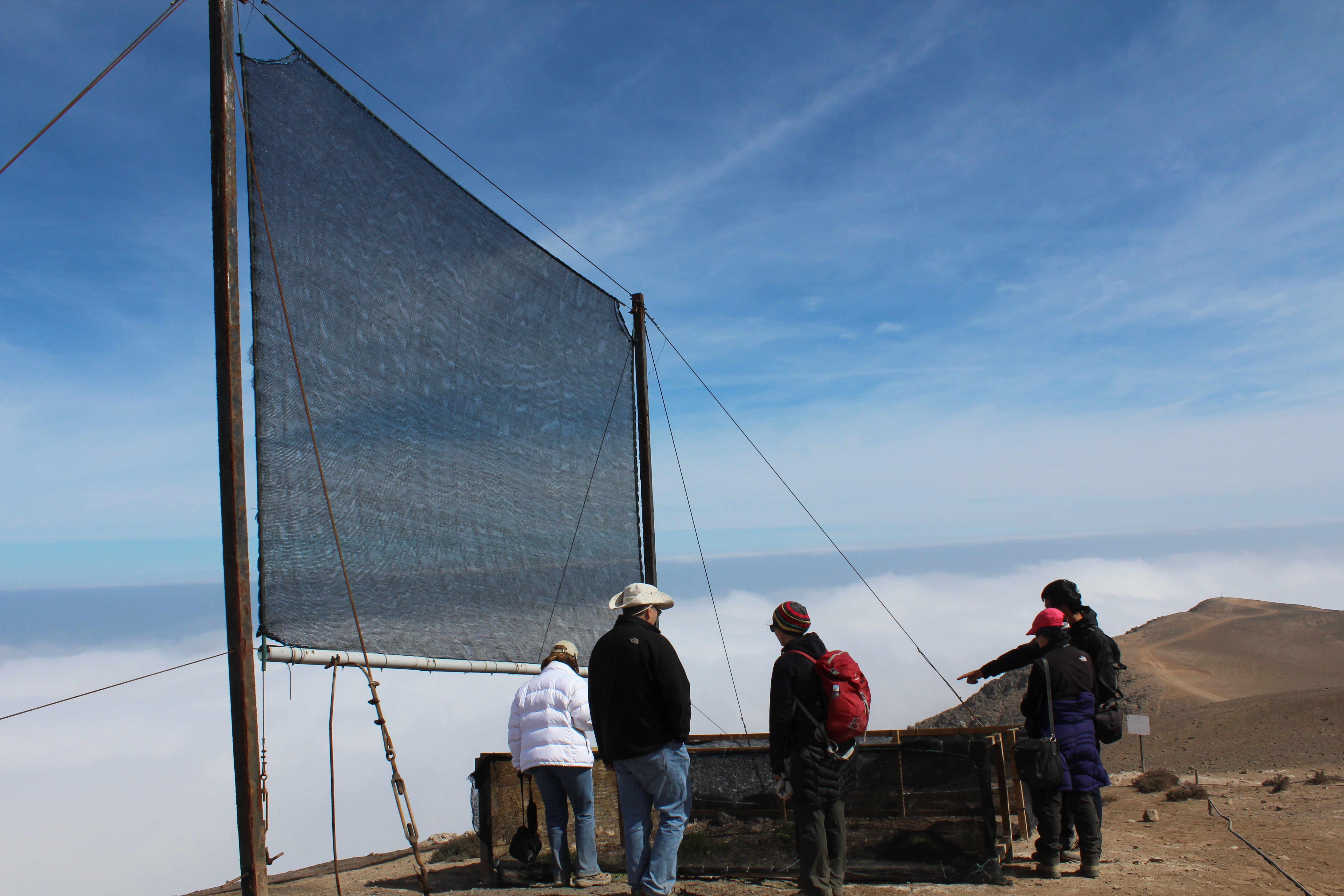
Atrapa-boires a Alto Patache

La camanchaca (aimara: kamanchaka, 'foscor') són bancs de núvols estratocúmulus marítims que es formen a la costa nord de Xile i sud de Perú. La boira entra al continent des de l'oceà Pacífic gràcies a l'acció constant dels vents del sud i sud-oest i s'estanca a les regions muntanyenques costaneres. El nom prové dels antics pobladors de la zona, els 'camanchacos' o 'changos', que eren pescadors del desert costaner.

## Atrapa-boires
La humitat que aporta la camanchaca en un lloc tan àrid com és el desert d'Atacama s'ha aprofitat des d'antic fins ara per a obtenir aigua mitjançant atrapa-boires. La pluja és increïblement escassa al nord de Xile, la boira llisca per les muntanyes del desert, però les seves partícules són massa fines, entre 1 i 40 micres cadascuna, per formar gotes de pluja per si soles. Però a mesura que la camanchaca entra en contacte amb pedres i plantes, les seves petites gotes xoquen amb superfícies verticals com ara parets de roca, fulles llargues i espines de cactus, s'acumulen en gotes d'aigua més grans amb la massa suficient per caure a terra, mullant la terra per sota i donant suport a la vegetació.
Fa mil anys els 'camanchacos' ja pujaven a les altures de les muntanyes (fins a 700 metres d'altitud) per a recol·lectar aigua de la camanchaca. Es creu que utilitzaven pells de guanaco per a captar la humitat i atuells de fang per a recollir l'aigua.
Cap al 1960, el físic Carlos Espinosa va començar a experimentar formes de recol·lecció d'aigua a Antofagasta. El 1983, l'antropòleg Horacio Larraín, amb Pilar Cereceda i Nazareno Carvajal, de l'institut de Geografia de la Pontifícia Universitat Catòlica de Xile, van instal·lar atrapa-boires amb malla d'uns 90 m2, a 700 m d'altitud, a la zona d'El Tofo per al seu propi abastiment mentre treballaven a la zona durant anys. Ells mateixos van instal·lar el 1992 més de 100 atrapa-boires per a abastir la caleta de pescadors de Chungungo, als peus del Tofo, suficient per a abastir 100 cases.